# Olavus Laurentius Bodinus
Olavus Laurentius Bodinus, född 1625 i Ringarums församling, Östergötland, död 26 mars 1691, var en svensk präst.

## Biografi
Olavus Bodinus föddes 1625 på Bodal i Ringarums socken. Han var son till bonden Lars. Bodinus blev 1650 student vid Uppsala universitet och prästvigdes 1653. Han blev 16655 komminister i S:t Laurentii församling, Söderköping och 1662 i Sankt Olofs församling, Norrköping. Bodinus blev 1675 kyrkoherde i Västerviks församling och utnämndes samma år till prost. Han var riksdagsman vid riksdagen 1678 och riksdagen 1686. Bodinus avled 1691.

### Familj
Bodinus gifte sig första gången i Ringarums församling med Margaretha Maria Jonsdotter (död 1682), odotter till kyrkoherden Jonas Petri i Ringarums församling. De fick tillsammans barnen studenten Jonas Bodinus (1650-talet-1696) vid Uppsala universitet, Maria Bodinus (1660–1663), Sophia Bodinus (född 1663), Christina Bodinus som var gift med kyrkoherden Arenius i Häradshammars församling och kyrkoherden Johan Bodinus i Konungsunds församling.
Bodinus gifte sig andra gången 14 oktober 1683 med Christina Mattsdotter (1638–1726), dotter till rådmannen Matts Hansson och Karin Pedersdotter. Christina Mattsdotter var änka efter borgmästaren Didrik Bauman i Västervik.